# Колядин, Александр Анатольевич
Александр Анатольевич Колядин (род. 20 февраля 1973 года, пос. Урицкий, Кустанайская область, Казахская ССР) — казахстанский лыжник-паралимпиец. На зимних Паралимпийских играх 2018 года завоевал золотую медаль в лыжных гонках в спринте классическим стилем среди спортсменов, соревнующихся стоя. Это «золото» стало первым в истории казахстанского спорта на зимних Паралимпийских играх.

## Биография
В школьные годы занимался лыжными гонками, был неоднократным призёром областных и республиканских соревнований. Получил травму в результате автомобильной аварии в 1997 году (ампутация правой ноги). Работал сторожем, занимался разведением собственного хозяйства. В 1998—2008 годах проходил длительный курс реабилитации и адаптации.
В 2010 году приступил к спортивным тренировкам. В 2011 году на районных соревнованиях был замечен тренером по президентскому многоборью Василием Кнышевым, который порекомендовал перспективного спортсмена старшему тренеру Костанайской области по паралимпийскому спорту Анатолию Писковому. В 2012 году принял участие на чемпионате Казахстана и попал в сборную страны.
Участвовал на зимних Паралимпийских играх 2014 года в Сочи в соревнованиях на 20 км (13 место из 20 участников), в спринте (33 место из 35) и открытой эстафете (10 место из 10 команд).
На зимних Паралимпийских играх 2018 года 12 марта Колядин занял 18-е место на дистанции 20 км. 14 марта на спринтерской лыжной дистанции 1,5 км классическим стилем среди спортсменов, соревнующихся стоя, Александр Колядин был лидером по времени на всех стадиях соревнований, завоевав первую золотую медаль в истории Казахстана на Паралимпийских играх. 17 марта на дистанции 10 км финишировал пятнадцатым. 18 марта в составе команды стал шестым в открытой эстафете (4×2,5 км).
Из-за положительного теста на допинг (мельдоний) Колядин был дисквалифицирован на 3 года — с 13 января 2021 по 13 января 2024 года.

## Награды
- Орден «Курмет» (2018)[2]